# Panya Pradabsri
Panya Pradabsri est un boxeur thaïlandais né le 21 février 1991 à Nam Yuen.

## Biographie
Passé professionnel en 2014, il devient champion du monde des poids pailles WBC le 27 novembre 2020 après avoir battu aux points son compatriote Chayaphon Moonsri. Pradabsri conserve son titre en battant aux points Danai Ngiabphukhiaw le 2 novembre 2021 puis à nouveau Moonsri le 29 mars 2022 et Norihito Tanaka le 31 août 2022. Il continue sa série de victoires en battant le 28 juin 2023 Norihito Tanaka par arrêt de l'arbitre au 11e round.
Le 7 octobre 2023, il s'incline aux points contre Yudai Shigeoka. Pradabsri change alors de catégorie et remporte le titre vacant de champion du monde des poids mi-mouches WBC le 26 décembre 2024 aux dépens de Carlos Canizales. Il perd toutefois le combat revanche par KO au 5e round le 1er août 2025.

## Référence
1. ↑  (en) Panya Pradabsri Defeats Wanheng Menayothin (boxingnews24.com)